# Josef Estermann (Philosoph)
Josef Estermann (* 8. November 1956 in Sursee (Schweiz)) ist ein Schweizer Philosoph und Theologe, der aufgrund seiner Studien zur Interkulturalität, den indigenen Theologien und Philosophien Lateinamerikas oder Abya Yalas und der andinen Weltanschauung Bekanntheit erlangt hat.

## Leben und Wirken
Estermann absolvierte seine Studien der Theologie und Philosophie in der Schweiz (Luzern) und den Niederlanden (Nijmegen, Utrecht und Amsterdam). Er erlangte das Doktorat in Philosophie an der Universität von Utrecht (Niederlande) mit einer Arbeit zu Gottfried Wilhelm Leibniz und das Lizentiat in Theologie an der Universität von Luzern (Schweiz) mit einer Arbeit zu Johann Baptist Metz.
Von 1990 bis 1998 lebte er in Cusco (Peru), wo er als Fachperson der Missionsgesellschaft Bethlehem (SMB) in einem Armenviertel Aufbauarbeit leistete und zudem als Dozent an verschiedenen Bildungseinrichtungen tätig war. Aus dieser Zeit stammt das Interesse an den autochthonen Kulturen und Weisheitslehren, vor allem an den andinen (Quechua und Aimara).
Von 1998 bis 2003 lebte Estermann in Maastricht (Niederlande) und arbeitete als Direktor des Missionswissenschaftlichen Instituts Missio e.V. (MWI) in Aachen (Deutschland), zusammen mit Raúl Fornet-Betancourt. Er war unter anderem Herausgeber der Zeitschrift Chakana; Interkulturelles Forum für Theologie und Philosophie.
Von 2004 bis 2012 lebte Estermann in La Paz (Bolivien) und arbeitete als Dozent und Forscher an der Andinen Ökumenischen Theologischen Hochschule (Instituto Superior Ecuménico Andino de Teología: ISEAT), der staatlichen Universität San Andrés (Universidad Mayor de San Andrés: UMSA), der Katholischen Universität San Pablo (Universidad Católica Boliviana San Pablo: UCB) und der Andinen Universität Simón Bolívar (Universidad Andina Simón Bolívar: UASB). Er widmete sich der Erforschung und Verbreitung der andinen Philosophie und Theologie, aber auch der Lehre im Bereich von Philosophie, Religionswissenschaften und Theologie.
Seit 2013 ist er Leiter des RomeroHauses (Luzern; Schweiz), Bildungszentrum der Bethlehem Mission Immensee (BMI), Mitglied der Geschäftsleitung von COMUNDO und Dozent an der Universität Luzern. Er ist unter anderem Gastprofessor in Frankfurt am Main und Salzburg.

### Denken
Josef (José) Estermann begann sich nach seinem Studium für Modelle aussereuropäischen Denkens zu interessieren, insbesondere für lateinamerikanische Ansätze und Strömungen. Bei dieser Weiterentwicklung waren vor allem die Werke von Emmanuel Lévinas und Johann Baptist Metz von Bedeutung. In den 1990er Jahren vollzog Estermann eine Wende in seinem Denken und widmete sich seitdem vorwiegend der Erforschung der indigenen Weisheitslehren Lateinamerikas (Abya Yala) und der Weiterentwicklung der Interkulturellen Philosophie.
Andine Philosophie
Estermann ist einer der Pioniere der Andinen Philosophie, eines weisheitlichen Denkens, das den andinen Völkern Abya Yalas eigen ist. Dazu wendet er die Methodologie und die epistemologische Herangehensweise der Interkulturellen Philosophie an und greift auf die Unterstützung durch die Ethnologie, Linguistik (Quechua und Aymara) und Geschichtsschreibung (Chroniken) zurück. Estermann ist davon überzeugt, dass es sich bei der Andinen Philosophie um eine genuine Philosophie mit einer eigenen Rationalität und Epistemologie handelt. Es geht dabei seiner Meinung nach weder um eine vor-koloniale Philosophie, noch um eine einfache Anpassung oder «Inkulturation» der abendländischen Philosophie, sondern um eine bestimmte (indigene) Erscheinungsweise der Befreiungsphilosophie.
Interkulturelle Philosophie
Seit der Mitte der 1990er Jahre engagiert sich Estermann in der Debatte zur Interkulturellen Philosophie. Er trägt dazu bei, dass diese neue philosophische Perspektive für die Frage der so genannten „Indigenen Philosophien“ fruchtbar gemacht wird, aber auch für einen Dialog zwischen den wichtigsten Strömungen der lateinamerikanischen Philosophie und den autochthonen Weisheitslehren. Estermann ist Mitglied von ASAFTI, der südamerikanischen Vereinigung von Interkultureller Theologie und Philosophie (Asociación Sudamericana de Filosofía y Teología Interculturales).
Andine Theologie
Gleichermassen hat sich Estermann einen Namen bei der Erarbeitung und Verbreitung einer genuinen «Andinen Theologie» gemacht, die viel mehr als eine blosse Nachahmung oder Inkulturation der europäischen Theologien ist. Sie ist eine genuine Weiterführung der lateinamerikanischen Theologie der Befreiung. In diesem Kontext fing er auch an, den theologischen und philosophischen Eurozentrismus, Okkzidentozentrismus, Androzentrismus und Neukolonialismus zu dekonstruieren und eine Enthellenisierung beider Wissenszweige in die Wege zu leiten.
Interkulturell-globale Bildung
Estermann ist auch im Bereich der Internationalen Zusammenarbeit, der Debatte zu den unterschiedlichen Entwicklungsparadigmen, dem Zusammenhang von Entwicklung und Religion, der Kritik am akademischen und wissenschaftlichen Eurozentrismus und des Entwerfens von alternativen Modellen wie etwa dem andinen «Gut Leben» (suma qamaña; allin kawsay) tätig. Er thematisiert im Bereich der Pädagogik und im Blick auf eine konstruktive, solidarische und kritische Globalität einen Prozess des interkulturellen Lernens weltweit («Weltweites Lernen»).

## Werke
- Filosofía Andina: Estudio Intercultural de la Sabiduría Autóctona. Quito 1997.
- Andine Philosophie: Interkulturelle Studie zur autochthonen andinen Weisheit. Frankfurt a. M. 1999.
- Teología Andina: Antología. La Paz 2005.
- Filosofía Andina: Sabiduría indígena para un mundo nuevo. La Paz 2006.
- Si el Sur fuera el Norte: Chakanas interculturales entre Andes y Occidente. La Paz y Quito 2008.
- Leopoldo Zea interkulturell gelesen, (IKB Band 116), Verlag Traugott Bautz, Nordhausen 2008, ISBN 978-3-88309-304-8.
- Interculturalidad: Vivir la diversidad. La Paz 2009.
- Compendio de la Filosofía Occidental en Perspectiva Intercultural. 5 Bände. La Paz 2011 (Bd. 1: Introducción al Pensamiento Filosófico; Bd. 2: Filosofía Antigua y Medieval; Bd. 3: Filosofía Moderna; Bd. 4: Filosofía Contemporánea; Bd. 5: Filosofía Sistemática.)
- Apu Taytayku: Religion und Theologie im andinen Kontext Südamerikas. Frankfurt a. M. 2012.
- Cruz y Coca: Hacia la descolonización de la Religión y la Teología. La Paz 2013.
- Más allá de Occidente: Apuntes filosóficos sobre interculturalidad, descolonización y el Vivir Bien andino. Quito 2014.